# 让-勒内·利斯纳尔
让-勒内·利斯纳尔（法語：Jean-René Lisnard，1979年9月25日—）是一位摩納哥職業網球運動員，1997年轉職業。
2003年1月27日，里斯纳德到達最高單打排名第84。

## 外部連結
- 让-勒内·利斯纳尔（英文/西班牙文）的官方資料
- 让-勒内·利斯纳尔的國際網球總會 職業／青少年 官方資料（英文）
- 让-勒内·利斯纳尔的官方資料（英文）